# Hogari, Kolar
Hogari là một làng thuộc tehsil Kolar, huyện Kolar, bang Karnataka, Ấn Độ.